# Николай Митов
Николай Ангелов Митов – Жадното е български футболист и треньор.

## Биография
Като футболист е играл за Левски (София), Хебър (Пазарджик), Академик (София), Магдебург, Септември (София), Миньор (Перник) и Холщайн Кил. Шампион на България с Левски през сезон 1992/93.
През сезон 2008/09 е асистент на Емил Велев в Левски и печели титлата на страната.
От лятото на 2012 година е помощник на Илиан Илиев в Левски, а след оставката на Илиев става старши треньор.
Под управленския му мандат Левски достига финал за Купата на България и постига решаващи победи срещу големи съперници като ЦСКА и Лудогорец (Разград), но отборът не успява да спечели титлата в А ПФГ след равенство 1:1 у дома със Славия (София) в последния кръг на първенството.
Митов се разделя със „сините“ на 12 юли 2013 година след елиминирането на отбора от казахстанския клуб Иртиш (Павлодар) в Лига Европа.
В началото на декември 2013 година Митов е обявен за новия мениджър на Монтана в Б ПФГ, но е освободен на 21 май 2014, след като не успява да осигури промоция в А група.
От 2015 година е треньор на Септември (София).
На 10 февруари 2016 година поема тима на Пирин (Разлог) за срок от шест месеца.
От юни 2016 година начело на треньорския щаб на отбора на Септември (София) се завръща отново Николай Митов. След 4 поредни победи в първите 4 кръга на Втора лига той напуска, за да заеме този път треньорското място в елитния Ботев (Пловдив). Престоят му там обаче продължава едва 2 часа, след протест на пловдивските фенове при представянето му. Така Митов остава на поста си при „септемврийци“.
На 2 март 2017 година се завръща начело на Левски (София). След пет месеца престой, на 4 август 2017 година ПФК Левски и Николай Митов се разделят по взаимно съгласие.
На 23 август 2017 година се завръща за пореден път на поста на старши треньор на Септември (София). На 29 септември 2018 година подава оставка след загуба с 1:2 като гост на Витоша (Бистрица), като тимът заема предпоследното 13-то място в първенството с едва 4 точки.
На 2 октомври 2018 година е назначен за старши треньор на Хебър (Пазарджик). Напуска на 10 юни 2022 след 3 години и 8 месеца начело на отбора, успявайки да го върне в Първа лига.